# François Lebrault
François Lebrault fue un deportista francés que compitió en remo como timonel. Ganó una medalla de oro en el Campeonato Europeo de Remo de 1893, en la prueba de ocho con timonel.

## Palmarés internacional
| Campeonato Europeo | Campeonato Europeo | Campeonato Europeo | Campeonato Europeo |
| Año                | Lugar              | Medalla            | Prueba             |
| ------------------ | ------------------ | ------------------ | ------------------ |
| 1893               | Orta (Italia)      | Medalla de oro     | Ocho con timonel   |